# Barcelona Ladies Open 1978
Il Barcelona Ladies Open 1978 è stato un torneo di tennis giocato sulla terra rossa. È stata la 4ª edizione del torneo, che fa parte dei Tornei di tennis femminili indipendenti nel 1978. Si è giocato al Real Club de Tenis Barcelona di Barcellona in Spagna, dal 9 al 15 ottobre 1978.

## Campionesse

### Singolare
Hana Mandlíková ha battuto in finale  Sabina Simmonds con il punteggio di 6–1, 5–7, 6–3

### Doppio
- Doppio non disputato